# Gundel Károly

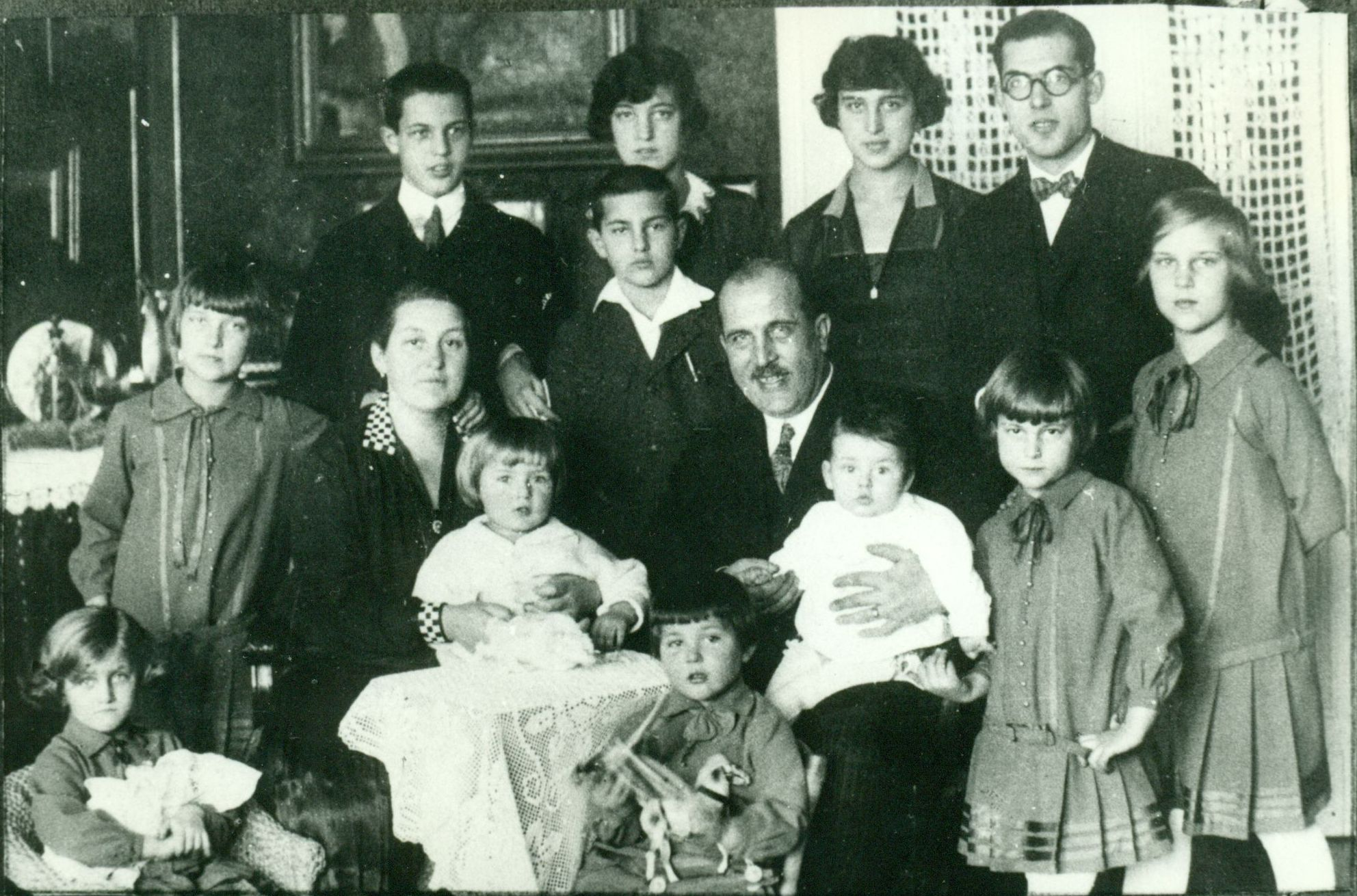
Gundel Károly és felesége, Blasutigh Margit tizenkét gyermekükkel 1928-ban (hátsó sor: Endre, Katalin, Margit, Károly; előttük állnak: Anna, Ferenc, Mária, Erzsébet; ülnek: Pálma, István, József, Imre)

Gundel Károly Márton (Budapest, 1883. szeptember 23. – Budapest, 1956. november 28.) vendéglős és gasztronómiai művek írója. A népszerű városligeti „Wampetics” éttermet 1910-ben vette bérbe és nevezte át a „Gundel” névre.

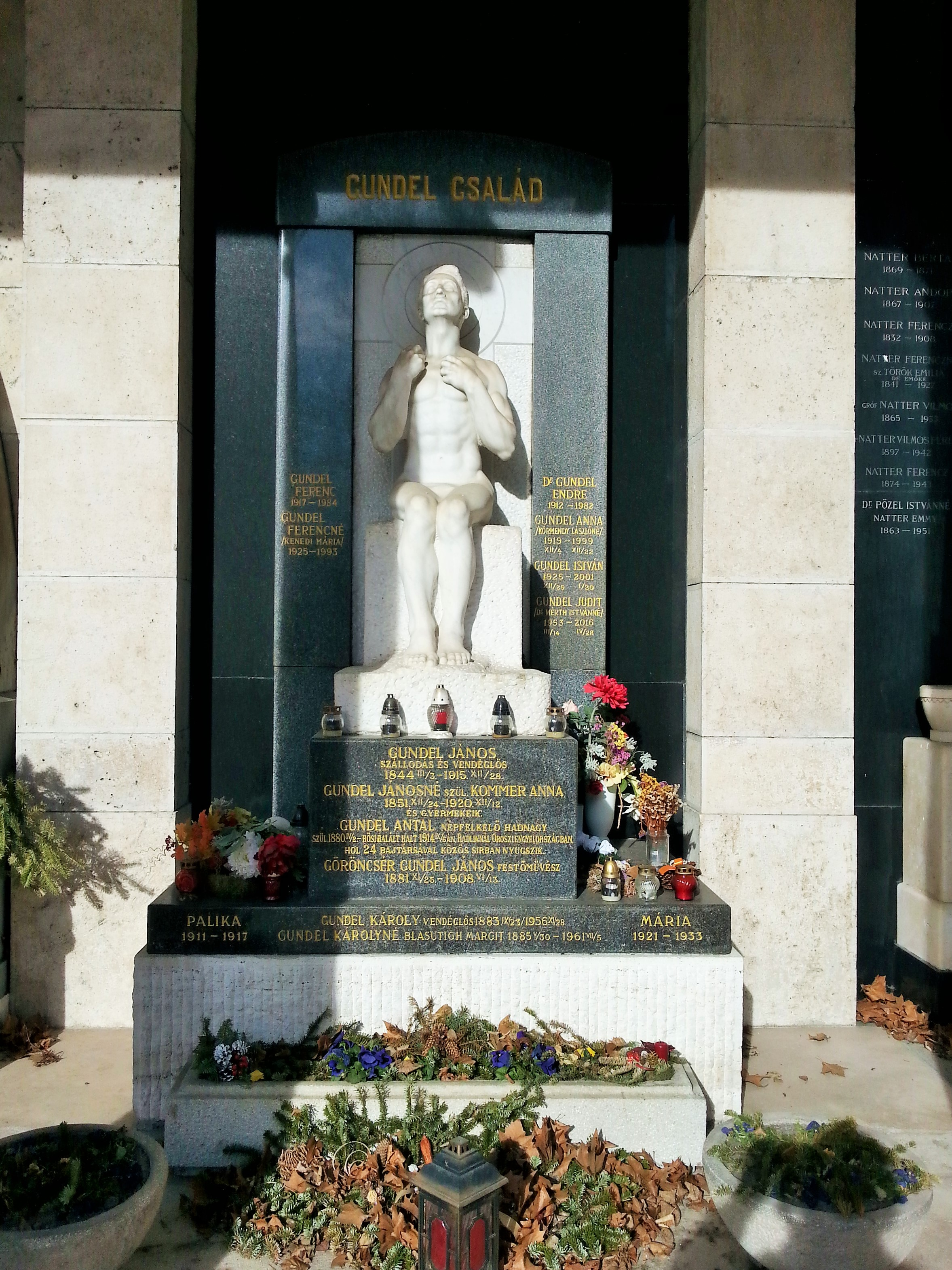
Sírja a Fiumei úti sírkertben. Alkotó: Gách István Lipót, 1910

## Családja
Édesapja, a bajorországi ágostai hitvallású Gundel János (Ansbach, Bajorország, 1844. március 3. – Budapest, 1915. december 28.) pesti vendéglős, anyja, a pesti római katolikus polgári származású Kommer Anna Katalin Evelin (Pest, Lipótváros, 1851. december 27.–Budapest, 1920. december 12.) volt. 13 gyermekétől 26 unokája született, többek között Latinovits Zoltán, Bujtor István színművészek és Frenreisz Károly rockzenész. Sok dédunokája él szerte a világban, közéjük tartozik Gundel Takács Gábor sportriporter-műsorvezető is.

### Házassága és leszármazottjai
Gundel Károly Csorbató igazgatója 1907. február 11.-én Késmárkon, vezette oltárhoz Blasutigh Margit (Veszprém, 1885. május 30.–Budapest, 1961. július 5.) kisasszonyt, akinek a szülei Blasutig Mátyás (1840–1890), kereskedő, és Gerlits Ilona (1851–1919) voltak. Gundel Károly és Blasutigh Margit frigyéből született:
- Gundel Károly János (Budapest, 1908. március 26.–Evanston, Cook, Illinois, USA, 1986. október).[15] Felesége: Myrtle Perry Elizabeth
- Gundel Margit (Budapest, 1909. május 4.–Goldach, Svájc, 1985. október 30.). Férje: Deér Ödön (Aszód, 1895. szeptember 3.– Budapest, 1981. október 21.), gépészmérnök, gyógyszerész.[16][17]
- Gundel Katalin (Budapest, 1910. május 2.[18] – Balatonszemes, 2010. június 13.[19] 1.f.: borsodi és katymári Latinovits Oszkár (Zombor, 1905. április 19. – Budapest, 1954. szeptember 20.), földbirtokos.[20] 2.f.: dr. Frenreisz István (Budapest, 1941. május 27.–Budapest, 1982. október 23.), kórházi főorvos.[21]
- Gundel Pál (Budapest,  1911. június 12.–Budapest, 1917. október 12.)
- Dr. Gundel Endre (1912–1982)
- Gundel Ferenc (1917–1984) – unokája: Gundel Takács Gábor
- Gundel Erzsébet (1918–2007). Férje: Koe László.
- Gundel Anna (Budapest, 1919. december 4.–Budapest, 1999. december 22.). Férje: Körmendy László (Szeged, 1916. szeptember 25. – Budapest, 1990. augusztus 17.) Kazinczy-díjas magyar bemondó, a Magyar Rádió főbemondója, műsorvezető.
- Gundel Mária Ilona (Budapest, 1921. augusztus 28.–Budapest, 1933. január 11.).[22]
- Gundel Pálma (Budapest, 1922. december 12.–Budapest, 2002. október 13.). Férje: Matits Lajos (1922. január 15.–Budapest, 1982. július 13.), okleveles közgazda, a Petőfi Párt egyik alapító tagja.[23]
- Gundel József (1924–1992)
- Gundel István (1925–2001)
- Gundel Imre (Budapest, 1927. június 11. – Budapest, 1993. július 26.) vendéglős, muzeológus, gasztronómiai író. Neje: Dudás Ilona (1931-1993)

## Élete
A kereskedelmi iskola elvégzése után 1900-tól Svájc, Németország, Anglia és Franciaország leghíresebb vendéglőiben tanulta a mesterséget. 1906-ban a nemzetközi hálókocsi-társaság csorba-tói és tátralomnici telepének szállodai titkára, 1908-tól igazgatója, itt ismerkedett meg későbbi feleségével, Blasutigh Margittal. 1910-ben átvette a városligeti Wampetics vendéglőt, 1920–1925 között a Royal Szálló, 1927-től a fővárostól átvett Gellért Szálló éttermeinek bérlője.
Gasztronómiai könyvei a legjobb és legismertebb ilyen tárgyú munkák közé tartoznak. Idegen nyelvű munkáival, szakácskiállításokon és bemutatókon népszerűsítette a magyar konyhát és fellendítette az idegenforgalmat. A magyar vendéglős és szállodás szakma egyik vezető egyénisége volt. Tanácsaival készült Karinthy Frigyes: Vendéget látni, vendégnek lenni című könyve (Budapest, 1933).
Gundel Károly étterme az 1939-es a New York-i világkiállítás magyar pavilonjának hivatalos étterme volt. „A Gundel-vendéglő nagyobb, jobb hírverést biztosít Budapest számára, mint egy hajórakomány turista prospektus.” (New York Times)
Korabeli visszaemlékezések Gundel Károlyra:
„A magyar Brillat-Savarin. A magyaros vendéglátás, a magyaros konyha, a magyaros szakácsművészet első mestere. Jó ízek, békés örömök, dús esték, meleg hangulatok, csillogó italok, az élet lucullusi élveinek első karnagya s ezzel fővárosunk egyik legkiválóbb hírverője. Nevének hallatára itthon is, messzi országokban is, nyugodt, békés és elégedett derű ül az arcokra.” Egyed László, 1943
Ha van Budapesten, ami tökéletesen és hiánytalanul európai, akkor az az asztal, amelyet Gundel Károly megterít és amelyet Gundel Károly lát el a legremekebb fogásokkal. Ízlés, ötletesség, a vendég megbecsülése, mind olyasmi, amelyekkel ebben az országban igazán Gundel Károly rendelkezik legjobban. Igenis, Gundel Károly tökéletes üzletember, aki valószínűleg megtalálja a maga számítását, emellett azonban a legbőkezűbb gavallér és amit pénzért ad, az is olyan, mintha ajándék volna a vendég számára.
Az 1894-ben épült Gundel éttermet 1949-ben államosították. Ma a zuglói Gundel Károly út 4. szám alatt van, s Budapest legnagyobb presztízsű éttermeként tartják számon.

## Gundel Károly-díj
A Magyar Vendéglátók Ipartestülete Az év vendéglőse díjat 2001-ben alapította, majd 2014-ben pedig Gundel Károly-díj néven további szakmai díjat alapított Gundel Károly tiszteletére. A díjban olyan személyek részesülhetnek, akik a magyar vendéglátás területén Gundel Károly életútjának és gasztronómiai munkásságának példaértékű követői. A díjat, a magyar vendéglátás szervezeteit és a Gundel családot képviselő 18 tagú kitüntetési bizottság ítéli oda.
A díjra jelölttel szemben az alábbi szempontokat veszik figyelembe:
- a magyar vendéglátás területén minimum 25 év kiemelkedően sikeres tevékenység végzése,
- feddhetetlen szakmai múlt és példamutató életút,a magyar vendéglátás történelmi hagyományainak ápolása és annak megújulása iránti elkötelezettség,
- a fiatal generáció szakmai fejlődésének, elhivatottságának támogatása,
- közreműködés a magyar vendéglátás népszerűsítésében[27]

### A Gundel Károly-díj eddigi nyertesei
- 2014 Kalla Kálmán, Hamvas Zoltán és dr. Draveczky Balázs (posztumusz)
- 2015 Jakabffy László, Garaczi János és Bíró Lajos
- 2016 Vomberg Frigyes és Czubor János (posztumusz)
- 2017 Csapody Balázs[28]
- 2018 Rosenstein Tibor [27][29][30]

## Idézetek
„

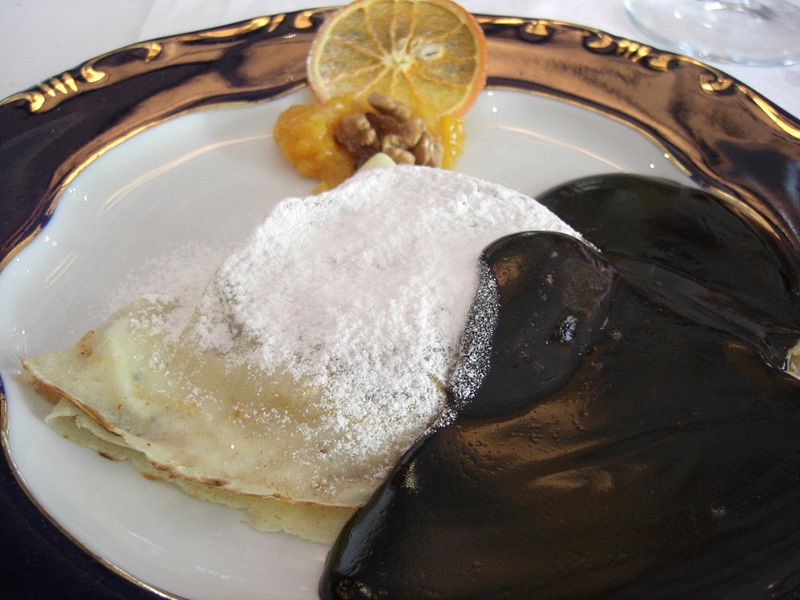
A Gundel-palacsinta receptje Márai Sándor feleségétől, Matzner Lolától származik

A magyar történelemben még igen nagy művelődéstörténeti terület hever kiaknázatlanul, márpedig népünk múltjának teljes és tökéletes megismerése megmunkálásuk nélkül hiányos. Ilyen terület, más egyebek között, a magyarság konyhája, étkezésének elemei, főzési babonái, valamint asztali szokásai. A tudomány ezen rögös területének művelése elméleti célunk: felkutatni és egybegyűjteni a magyarság ősi életéből máig a napi és az úri étkezés módját, tartalmát, köznapi és ünnepi asztali szokásait, nemkülönben a magyar főzés módjait és készségeit, tárgyi emlékeit. Sok ilyen egyes adat található a történeti és irodalmi közleményekben, de ezek a legtöbb esetben elhanyagolt, hiányos és felületes rövid feljegyzések, pedig fentiek népi jellemünknek színes és jellegzetes elemei. Konyhánk, ételeink, akárcsak a zenénk, a nyelvünk, elütnek a nyugati népekéitől, azonban ezzel kapcsolatban megállapíthatjuk azt is, hogy nem a magyarság hátrányára. Mindezt ismerni nemcsak érdekes, hanem hasznos is.

Amelyik pincér nem tud mosolyogni, jobban tette volna, ha vendégnek születik.

A kiválóság nem örökletes. A minőség nem veled született. Csak akkor lehetsz a legjobb, ha a legjobbakkal veszed fel a versenyt. ”

– Gundel Károly

## Művei
- Gundel Károly, Reichhardt György, Palkovics Ede, Dittmayer Andor: A vendéglői felszolgálás kézikönyve – A szakácsművészet kézikönyve, Franklin-Társulat, 1926
- A vendéglátás művészete, Budapest, 1934
- Kis magyar szakácskönyv, Budapest, 1934
- A vendéglátás mestersége, Budapest, 1940
- A magyar konyha fejlődése és a magyar szakácskönyv irodalom a 18. század végéig, Budapest, 1943

## Emlékezete
- Nevét őrzi a budapesti Gundel Károly út.